# Кулябский государственный университет
Кулябский государственный университет им. А. Рудаки — высшее учебное заведение Республики Таджикистан, которое находится в городе Кулябе. Университет был образован 24 июля 1992 года. Ректор университета — к.п.н., доцент Сафарзода Мунир Ватан.

## История
Университет является одним из старейших Вузов Таджикистана. 2 июня 1940 года согласно Постановлению Совета народных комиссаров Таджикской ССР № 124 «Об образовании Института подготовки учителей города Куляба на базе Педагогического училища города Куляба» был образован первый Вуз в регионе. После окончания Великой Отечественной войны 1941—1945 гг., 15 августа 1945 года вновь было принято данное постановление о создании Института подготовки учителей города Куляба.
7 августа 1953 года постановлением Министерства народного образования СССР «О ликвидации Института подготовки учителей города Куляба и образовании на её базе Педагогического государственного института в городе Кулябе в 1953—1954 уч. году» учебное заведение было переименовано.
24 июля 1992 года согласно постановлению Совета министров Республики Таджикистан институт был переименован в Кулябский государственный университет. 24 апреля 2009 года постановлением правительства Республики Таджикистан университету было присвоено наименование Кулябский государственный университет имени Абуабдулло Рудаки.

## Учебный процесс
В университете осуществляется обучение студентов на 9 факультетах. На 34 кафедрах университета осуществляется подготовка кадров по 42 специальностям. В данное время на кафедрах университета преподают 358 ученых и преподавателей, в том числе 11 докторов наук и 87 кандидатов наук.

## Ректоры университета
- Салихов, Нурали Назарович — доктор филологических наук, профессор, выпускник КГУ (2010—2012 гг.)
- Абдулло Хабибулло — доктор физико-математических наук, профессор (2012-2020)
- Мирализода Абдусалом Мустафо — доктор педагогических наук, профессор (2020-2022)
- Рахмон Дилшод Сафарбек — доктор юридических наук, профессор (10.06.2022-22.04.2025)
- Сафарзода Мунир Ватан — кандидат педагогических наук, доцент (28.05.2025-)

## Структура университета
В состав университета входят 9 факультетов:
- Факультет физики, математики и информатики
- Факультет химии, биологии и географии
- Факультет таджикской филологии и журналистики
- Факультет русской филологии
- Факультет иностранных языков
- Факультет истории и права
- Факультет физического воспитания
- Факультет экономики и управления
- Факультет экономики и финансов